# 澤西維爾 (伊利諾伊州)
澤西維爾（英語：Jerseyville）是一個位於美國伊利諾伊州澤西縣的城市。根據2010年美國人口普查，該地人口為8465人，而該地的面積約為13.40平方千米。同時該地也是澤西縣的縣治。

## 地理
澤西維爾的座標為39°07′15″N 90°19′39″W / 39.12083°N 90.32750°W，而該地的平均海拔高度為201米（即659英尺）。